# Cirrospilus caspicus
Cirrospilus caspicus är en stekelart som beskrevs av Boucek 1971. Cirrospilus caspicus ingår i släktet Cirrospilus och familjen finglanssteklar. Inga underarter finns listade i Catalogue of Life.